# Ayakashi (yōkai)

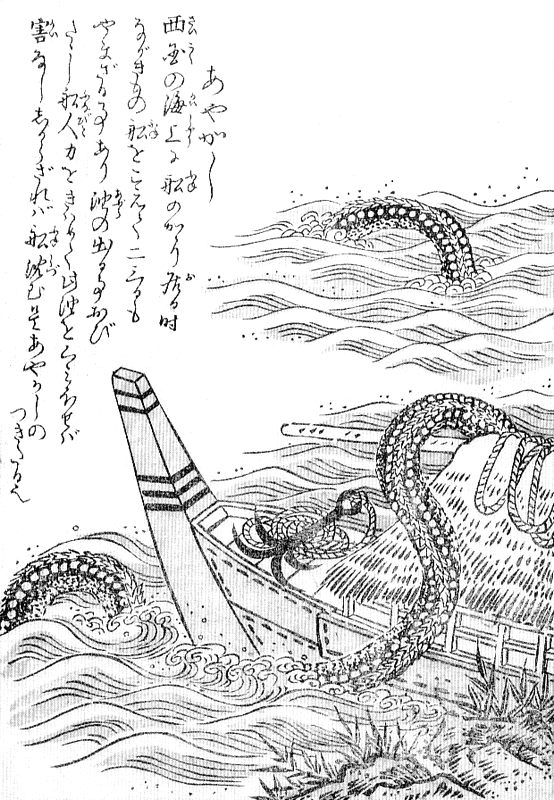
représentation d'un ayakashi extraite du Konjaku Hyakki Shūi de Toriyama Sekien

Ayakashi (妖) est un nom collectif pour désigner les yōkai qui apparaissent au-dessus de la surface d'une pièce d'eau.

## Diversités régionales
Dans la préfecture de Nagasaki, les kaika qui apparaissent au-dessus de la surface de l'eau sont ainsi appelés et les funayūrei des préfectures de Yamaguchi et Saga portent également le même nom. Dans la partie occidentale du Japon, ils sont censés être ceux qui sont morts en mer et tentent d'entraîner les gens à se joindre à eux. À Tsushima, ils sont aussi appelés kaika of ayakashi (ayakashi no kaika) et apparaissent sur les plages dans la soirée et il semble qu'un enfant se promène au milieu du feu. Sur les côtes, les kaika semblent être des montagnes et entravent le chemin du voyageur et ont la réputation de disparaître si l'on n'évite pas la montagne et qu'on tente de la cogner fortement.
Une croyance folklorique prétend que si un rémora fuselé, poisson véritable, se coince au fond du bateau, il n'est pas capable de se déplacer, de sorte qu'ayakashi est un synonyme de ce type de poisson.
Dans le Konjaku Hyakki Shūi de Toriyama Sekien, l'ayakashi est représenté par un grand serpent de mer mais il se peut qu'il s'agisse d'un ikuchi.

## Légende à Chiba
Dans le Kaidanoi no Tsue, recueil d'histoires de fantôme de l'époque d'Edo, ils sont tels qu'indiqués ci-dessous. C'est à Taidōzaki, dans le district de Chōsei de la préfecture de Chiba. Un certain navire a besoin d'eau et accoste à terre. Une belle femme remonte de l'eau d'un puits et ainsi récupère l'eau dont a besoin le navire qu'elle rejoint. Lorsque cela est rapporté au batelier, celui-ci dit : « Il n'y a pas de puits dans cet endroit. Il y a longtemps, quelqu'un qui avait besoin d'eau est monté sur cette terre de la même manière et a disparu. Cette femme était l'ayakashi ». Quand le batelier met précipitamment le navire à la mer, la femme court et mord dans la coque du navire. Sans tarder, ils la forcent à s'éloigner en la frappant avec la rame et parviennent à s'échapper.

## Dans l'art et la culture moderne
Il en est fait référence dans :
- Ayakashi: Japanese Classic Horror, une série d'animation de Tōei animation.
- Tenpō ibun ayakashi ayashi, un anime du studio Bones.
- Sailor Moon avec les quatre personnages des Gardiennes du Temple (あやかしの四姉妹, Ayakashi no yon shimai?, littéralement « quatre sœurs ayakashi »).

## Source de la traduction
- (en) Cet article est partiellement ou en totalité issu de l’article de Wikipédia en anglais intitulé « Ayakashi (yōkai) » (voir la liste des auteurs).